# Vittorio Ferracini
Vittorio Ferracini (nacido el 08 de noviembre de 1951 en Pordenone, Italia)  es un exjugador italiano de baloncesto. Con 2.04 m de estatura, jugaba en el puesto de pívot.

## Equipos
- 1967-1969 Olimpia Milano
- 1969-1971  Petrarca Padova
- 1971-1973 Virtus Bologna
- 1973-1983 Olimpia Milano
- 1983-1986 Pallacanestro Treviso
- 1986-1987 Fortitudo Bologna

## Palmarés
- Recopa: 1
Olimpia Milano: 1975-76.
- LEGA: 1
Olimpia Milano: 1981-82